# Gentianella alborubra
Gentianella alborubra là một loài thực vật có hoa trong họ Long đởm. Loài này được Fabris mô tả khoa học đầu tiên năm 1955.